# 扬堡
67°54′16″N 74°51′24″E / 67.904565°N 74.856606°E
扬堡 (俄语：Ямбург)是俄罗斯联邦亚马尔-涅涅茨自治区納德姆斯基區位于鄂毕湾东岸的一个港口。在北极圈以北148.5（92.3英里）。
1969年发现扬堡天然气田。  1986年投产。80年代末的产量近1000亿立方米。扬堡凝析气田可采储量为8.2万亿立方米，为全俄第二，世界第三大气田。深度1,000–1,210米，分布在170kmX50km范围内。截至2012年10月累计生产了4.5万亿立方米。
扬堡的居民中，大多数（5,000–6,000）是俄天然气的雇员。此外还有海港、铁路、机场工作人员。新乌连戈伊-扬堡铁路长236km，为俄天然气所有，服务于乌连戈伊天然气田开发。